# Asilus limbipennis
Asilus limbipennis är en tvåvingeart som beskrevs av Macquart 1855. Asilus limbipennis ingår i släktet Asilus och familjen rovflugor. Inga underarter finns listade i Catalogue of Life.